# 1828 aux échecs
| Années des échecs : 1825 - 1826 - 1827 - 1828 - 1829 - 1830 - 1831    |
| Décennies des échecs : 1790 - 1800 - 1810 - 1820 - 1830 - 1840 - 1850 |

Cet article présente les faits marquants de l'année 1828 aux échecs.

## Événements majeurs
- Premier match par correspondance hors d’Europe, entre les clubs indiens de Hyderabad et Madras. Les seconds l’emportent 2-0[1].

## Divers
- La première partie par correspondance privée connue à ce jour est entre E. Houston et son père, H. Houston[1].
- William Lewis écrit un livre sur le match par correspondance entre Londres et Edimbourg de 1824 [1].
- Représentations du Turc mécanique à New York en avril. Il retourne en Europe en septembre[1].

## Naissances
- 5 janvier : Charles Ranken, joueur d’échecs moyen, premier president du club d’échecs de l’Université d’Oxford (Oxford University Chess Club)[1].
- 15 avril : Martin Severin From[1], auteur du gambit From, qui porte son nom[Note 1]
- 10 novembre : Conrad Bayer, problémiste récompensé par un prix[1].